# Tramvajová trať Slezská Ostrava – Michálkovice
Tramvajová trať Slezská Ostrava – Michálkovice byla úzkorozchodná dráha, která existovala mezi lety 1912–1953.

## Historie
První snahy u výstavbu místní elektrické dráhy se objevily na začátku 20. století. První návrh na vedení tramvajové trati přes Michálkovice byl z roku 1903 v rámci návrhu města Moravské Ostravy na úzkorozchodnou trať Ostrava–Michálkovice–Petřvald–Karviná, jako konkurenční projekt k připravované trati Ostrava–Radvanice–Petřvald–Karviná (MDOK). Projekt přes Radvanice nakonec dostal přednost před projektem přes Michálkovice. Značnou aktivitu na výstavbu dráhy vyvíjel poslanec Slezského zemského sněmu dr. Karl Ott a město Polská (nyní Slezská) Ostrava.
V roce 1910 se po dlouhých jednáních v Slezském zemském sněmu podařilo získat povolení na výstavbu sítě úzkorozchodných drah, mezi nimi i pro trať do Michálkovic. 3. července 1911 se začalo se stavbou která trvala necelý rok. Kvůli trati se musel vystavět úplně nový most přes důlní dráhu na Josefské v Michálkovicích.
30. srpna 1912 se konala technicko-policejní zkouška trati, vozidel a ostatního zařízení. Zkušební jízda byla provedena motorovým vozem č. 3 proměnlivou rychlostí 25 km/h za opakovaného zkoušení účinnosti brzd. Pravidelný provoz začal 2. září 1912. Provoz zajišťovaly Slezské zemské dráhy.
Trasa vedla po straně okresní silnice z Polské Ostravy do Michálkovic, v některých případech trať vedla po vlastním tělese. Za dnešním náměstím Jurije Gagarina byla postavena přibližně 200 metrů dlouhá spojka na Místní dráhu Hrušov - Polská Ostrava, která ale nebyla využívaná v osobní dopravě. V Michálkovicích byla postavena a 28. srpna 1912 dokončena vozovna včetně kolejiště. Ve vozovně se nacházely dvě koleje pro odstavování vozů (pro dva motorové a dva vlečné vozy) a také se zde nacházel služební telefon, který byl později instalován i do výhybny Ostravský les. Celková délka kolejiště v Michálkovicích byla 210 m. Stavební délka trati byla 5,195 m. Na trati se nacházely celkem čtyři výhybny. Zároveň byly plány na prodloužení tratě přes Rychvald do Orlové, kde by se napojila na trať SZD směr Kopaniny, od plánu se nakonec upustilo.
Největší stoupání na trati bylo 71 promile u schodů na Michálkovické ulici ke stadionu Bazaly, nejmenší kolejový oblouk R = 25 m se nacházel pod Hladnovským kopcem u dnešního bytového domu Atrium. Kvůli značnému stoupání bylo nakázáno za nepříznivých povětrnostních podmínek trať v nejstrmějších úsecích posypávat. 
Tramvaje byly napájeny 700V ze slezskoostravské městské elektrárny.
Na začátku provozu byly pro trať určeny dva motorové vozy č. 3 a 4 vyrobené kopřivnickou vagónkou, ke kterým ale zatím bylo zakázáno přivěšovat vlečné vozy z důvodu nedostatečného brzdícího systému. Motorové vozy měly oddíly druhé a třetí třídy + zavazadlový oddíl pro přepravu pošty a zavazadel.
Zastávky a výhybny při zahájení provozu
| Zastávky | Název                    | Další informace |
| -------- | ------------------------ | --------------- |
| 0,020 km | Polská Ostrava (most)    |                 |
| 0,127 km | Polská Ostrava           | výhybna         |
| 0,210 km | Zámostí                  | na znamení      |
| 0,520 km | Vítkovická kolonie       |                 |
| 1,020 km | V serpentíně             | výhybna         |
| 1,320 km | Všehrdova ulice          | na znamení      |
| 1,610 km | Okresní soud             | na znamení      |
| 1,950 km | Hladnov                  | na znamení      |
| 2,240 km | Koksovna                 | na znamení      |
| 2,830 km | Ostravský les            | výhybna         |
| 3,390 km | Josefská kolonie         | na znamení      |
| 3,830 km | Hraběcí les              | výhybna         |
| 4,160 km | Kolonie Severní dráhy    | na znamení      |
| 4,740 km | Jáma Petr                | na znamení      |
| 5,080 km | Michálkovice jáma Michal | výhybna         |

Jízdní doba byla stanovena do Michálkovic na 22 minut a opačně 23 minut a maximální rychlost byla stanovena na 18 km/h v zastavěných územích a 25 km/h mimo ně. Jízdné se pohybovalo mezi 14–36 haléři.
Dne 1. října 1917 byla michálkovická linka společně z bohumínskou prodlouženy přes most Miloše Sýkory před obchodní centrum ASO. Délka trati a linky se tím prodloužila na 5,25 km.
Pro zvládání frekvence cestujících obvykle stačil jeden motorový vůz. Vlečný vůz mohl být přivěšen pouze k vozu s kolejnicovou brzdou, což se při velké frekvenci na michálkovické trati často využívalo.
Od začátku provozu se používaly tabulky na trati i na vozech, názvy stanic a jízdenky trojjazyčné: česky, polsky a německy; pouze předplatní legitimace se tiskly výhradně v němčině.

### Světové války a období mezi nimi
Během první světové války nebyl provoz trati nijak vážně přerušen, trati se navíc netýkaly národnostní problémy jako u ostatních tratí SZD.
V roce 1920 přestala slezskoostravská městská elektrárna trať napájet a proud pro pohon tramvají byl dodáván až z měnírny v Novém Bohumíně. Toto řešení ale přineslo problémy v úbytku napětí a zvýšeného nebezpečí poruch, přesto se využívalo až do roku 1927, kdy byla na Slezské Ostravě ke staniční budově Místní dráhy do Hrušova přistavěna měnírna, která trať napájela až do jejího zrušení. Pro trať navíc byly kvůli jejím značným sklonům vybrány motorové vozy č. 9–12, které byly speciálně navíc vybaveny elektrickou kolejnicovou brzdou a pouze k těmto vozům mohl být v době zvýšené přepravní poptávky přivěšen jeden malý dvounápravový vlečný vůz. V roce 1928 byla zrušena výhybna V serpentíně v 1,533 km trati z důvodu nízkého využívání.
Zastávky a výhybny k roku 1931
| Zastávky | Název                 | Další informace           |
| -------- | --------------------- | ------------------------- |
| 0,000 km | Moravská Ostrava      | výhybna, obchodní místo   |
| 0,021 km | Říšský most           |                           |
| 0,210 km | Zámostí               | výhybna                   |
| 0,520 km | Vítkovická kolonie    |                           |
| 1,610 km | Okresní soud          |                           |
| 1,950 km | Hladnov               |                           |
| 2,240 km | Koksovna              |                           |
| 2,830 km | Ostravský les         | výhybna                   |
| 3,405 km | Josefská kolonie      |                           |
| 3,880 km | Wilczkův les          | výhybna                   |
| 4,160 km | Kolonie Severní dráhy |                           |
| 4,740 km | Petrova jáma          |                           |
| 5,080 km | Michálkovice          | výhybna, plechová čekárna |

Na podzim roku 1938 v důsledku Mnichovské dohody začali územní změny na Těšínsku a dělení sítě SZD. Michálkovická tramvaj zůstala na "okleštěném" československém území (později Protektorát Čechy a Morava) ale spadala pod správu SZD (V té době již MSZD - Moravskoslezské zemské dráhy (nevžitý název))
1. května 1943 odkoupila tuto trať od MSZD Společnost moravských místních drah (provozovatel tramvají v Ostravě), po druhé světové válce ale trať znovu přešla do vlastnictví SZD (Po válce již jen Zemské dráhy (ZD - taktéž nevžitý název). Navíc se ve služebním styku do roku 1945 začalo používat číselné označení linek, Michálkovická tramvaj obdržela číslo 5.
11. května 1941 došlo na Slezské Ostravě v oblouku u Bazalů k převrácení malého dvounápravového vlečného vozu, přetíženého cestujícími. Tato nehoda si vyžádala jednu oběť a mnoho zraněných. Od roku 1945 na popud této nešťastné události bylo rozhodnuto přivěšovat k motorovým vozům č. 9–12 velké čtyřnápravové vlečné vozy ale pod přísnými kritérii.
Mezi léty 1943–1944 jezdil jako výpomoc v úseku Slezská Ostrava – Stromovka (Dnešní ZOO) autobus SMMD, který tak pomáhal zdolávat vysoké přepravní nároky v této relaci.
25. února 1945 byl vyhlášen mezi 19:10 až 20:30 poplach, při kterém byl bombou zasažen a zcela zdemolován motorový vůz č. 12. Vlaková četa ani cestující nebyli zraněni, jelikož se včas při vyhlášení poplachu schovali v nedalekém sklepě obytného domu.
29. dubna 1945, den před osvobozením Ostravy zůstali motorové vozy č. 9 a 10 a vlečný vůz č. 115 na konečné v Michálkovicích, německá vojska ale při svém ústupu zničila most nad Báňskou dráhou na Josefské a tím bylo znemožněno převezení a využívání těchto vozů. Z důvodu vysoké potřeby bylo nakonec schváleno vybudovat provizorní most, po kterém budou vozy, tedy jen jejich kastle z důvodu nízké nosnosti provizoria, převezeny.
11. prosince 1945 byl dán do provozu nový most přes Báňskou dráhu na Josefské a tak byla opět plně obnovena doprava na trati.

### Nárůst dopravy a následný zánik
Po 2. světové válce rapidně stoupl zájem o cesty do Michálkovic, což se projevilo již ve válečných letech. V roce 1945 byla opravena téměř celá vrchní stavba dráhy.
V roce 1949 byla Společnost moravských místních drah připojena k monopolu Dopravního podniku Ostrava.
V roce 1950 byla tramvaj a trať prodloužena společně s Bohumínskou linkou po nově prodloužené úzkorozchodné trati od nákupního domu ASO přes náměstí Lidových milicí (dnešní Masarykovo náměstí) až k divadlu Zdeňka Nejedlého (Dnešní Divadlo Antonína Dvořáka). Délka trati a tramvajové linky tak dosáhla maxima a to 5,91 km. Zároveň se začalo se služebním číslování linek. Michálkovická tramvaj dostala v roce 1951 číslo 13, mezi léty 1951–1952 měla číslo 11 a s číslem 12 dojezdila v roce 1953, poslední číslo se zároveň poslední dobu provozu linky používalo i pro styk s cestujícími (zavedení číslování všech úzkorozchodných linek od roku 1953). 
Kvůli enormnímu nárůstu obyvatel v poválečných letech a nedostatečné propustnosti trati (40 minutový interval z důvodu špatného rozmístění výhyben) michálkovická tramvajová trať nevyhovovala. V roce 1952 bylo nakonec proto rozhodnuto o zrušení trati a jejím nahrazením trolejbusovou dopravou. 6. prosince 1953 byla uvedena do provozu trolejbusová trať most Pionýrů – Michálkovice, tramvajová trať byla sice formálně tento den zrušena, ale další asi 4 týdny ještě jezdila v ranní špičkové době.
Po zrušení tramvaje začaly dočasně trolejbusy využívat tramvajovou vozovnu v Michálkovicích, která byla zbořena v 70. letech.
Zastávky a výhybny okolo roku 1950
| Zastávky | Názvy                      | Další informace             |
| -------- | -------------------------- | --------------------------- |
| 0,00 km  | Ostrava, Smetanovo náměstí | výhybna,zděná čekárna,bufet |
| 0,22 km  | náměstí Lidových milicí    |                             |
| 0,41 km  | most Miloše Sýkory         | výhybna,obchodní místo      |
| 1,04 km  | Zámostí                    |                             |
| 1,24 km  | Vítkovická kolonie         |                             |
| 2,48 km  | Okresní soud               |                             |
| 2,63 km  | Důl Petr Bezruč            |                             |
| 3,29 km  | Nová osada                 | výhybna,zděná čekárna       |
| 4,41 km  | Jánská škola               | výhybna,zděná čekárna       |
| 4,99 km  | U pumpy                    | Dřevěná čekárna             |
| 5,57 km  | Lékárna                    |                             |
| 5,91 km  | Michálkovice               | Zděná čekárna,výhybna       |

## Současnost
Po michálkovické tramvaji moc pozůstatků nezůstalo. Jednou z památek na trať je kamenná opěrná zeď na staré Michálkovické ulici u schodů na stadion. Mezi zastávkami VŠ Podnikání a ZOO se na levé straně nachází pozůstatek traťového tělesa, po kterém vede chodník oddělený od silnice. Na konečné v Michálkovicích naproti smyčce na Radniční ulici stávala malá vozovna pro tramvaje (a nouzově pro trolejbusy) z roku 1912, zbořena byla v 70. letech. Dnes je na jejím místě zatravněné místo.